# Harold E. Wethey
Harold Edwin Wethey (* 10. April 1902 in Port Byron, New York; † 22. September 1984 in Ann Arbor) war ein US-amerikanischer Kunsthistoriker und Professor der Kunstgeschichte. Der Schwerpunkt seiner Arbeit lag auf der italienischen Kunst und dem Barock in Spanien.

## Leben
Harold Edwin Wethey wurde 1902 in Port Byron, New York geboren. Sein Vater war Charles Edwin Wethey, seine Mutter war Flora Keck. Seinen ersten Abschluss machte er 1923 an der Cornell University in Romanischen Sprachen. Im Anschluss setzte er seine Studien an der Harvard University fort. Dort erhielt er seinen Master of Arts 1931 und 1935 seinen Doktorgrad im Fach Kunstgeschichte. Seine Dissertation schrieb er bei Chandler R. Post. In ihr beschäftigte sich Harold Wethey mit Gil de Siloé und dessen Schule. 1936 veröffentlichte er diese Arbeit in einer überarbeiteten Version als sein erstes Buch. 1934 erhielt Wethey seine erste Lehranstellung am Bryn Mawr College in Bryn Mawr, Pennsylvania, wo er 1936 eine Juniorprofessur erhielt. 1938 wurde Wethey Juniorprofessor für Kunstgeschichte an der Washington University in St. Louis. Von 1940 bis 1972 war Harold Wethey Professor der Kunstgeschichte an der University of Michigan in Ann Arbor. Zu seinen Studenten gehörten unter anderem Victor Miesel, Marilyn Stokstad, Robert Enggass und Michael Stoughton.
Während seiner Zeit an der University of Michigan war Harold Wethey 1943 Gastprofessor an der Universidad Nacional de Tucumán in San Miguel de Tucumán. Dieser Aufenthalt wurde vom Außenministerium der Vereinigten Staaten unterstützt. In den Jahren 1944 und 1945 erhielt Wethey ein Rockefeller-Stipendium. 1946 wurde er zum Professor berufen. Zwei Jahre später heiratete er Alice Luella Sunderland. Harold Wethey veröffentlichte 1949 das Buch Colonial Architecture and Sculpture of Peru, das ihm die Aufmerksamkeit in Fachkreisen sicherte. Die Hispanic Society of America verlieh ihm 1952 die Skulptur-Medaille für seine Forschungsleistungen auf diesem Gebiet. Mit seinem 1955 veröffentlichten Buch Alonso Cano: Painter, Sculptor, Architect wurde Wethey zu einem der wichtigsten englischsprachigen Forschern auf dem Gebiet der spanischen Kunst. Dieses Buch enthielt einen Katalog der Werke von Alonso Cano. Generell sah Harold Wethey in Werkkatalogen einen der Kernpunkte der kunsthistorischen Arbeit bezüglich eines Künstlers. Die Jahre 1958 und 1959 verbrachte er dank des Fulbright-Programms in Rom. Nach dem Tod seines Mentors Chandler R. Post schloss er dessen Arbeit ab. So publizierte er 1959 die beiden letzten Bände von The History of Spanish Painting. In dieser Zeit arbeitete Wethey zudem am Werkverzeichnis von El Greco, der er 1968 ein zweites Mal, diesmal nur auf Spanisch, auflegte. Er legte sehr strenge Anforderungen bei der Händescheidung an und kam damit auf eine im Vergleich zu anderen Katalogen deutlich geringeren Zahl eigenhändiger Werke El Grecos. Er beharrte zudem darauf, dass dieser erst in Italien zum Künstler geworden sei und es deshalb keine kretische Werkphase gegeben hätte. Diese Position verteidigte er auch, während sich die Mehrheit der Kunsthistoriker bereits diesem Thema geöffnet hatte. Wetheys Zuschreibungen an El Greco wurden aber allgemein anerkannt. In seinen letzten Lebensjahren beschäftigte sich Harold Wethey vor allem mit Tizian, zu dem er ebenfalls ein Werkverzeichnis vorlegte, das das 1877er Verzeichnis von Joseph Archer Crowe ersetzte.